# Regio VIII degli scavi archeologici di Pompei
Nella lista seguono i monumenti presenti nella Regio VIII degli scavi archeologici di Pompei.

## Insula 1
| Pos. | Foto | Nome                            | Descrizione | Note |
| ---- | ---- | ------------------------------- | --- | ---- |
| 1    |      | Basilica                        | È stata costruita nel II secolo a.C., diventando in poco tempo uno degli edifici principali della città: veniva utilizzata come tribunale e per le contrattazioni di carattere commerciale; ha una navata centrale, circondata da ventotto colonne, mentre lungo il lato occidentale si apre un podio che aveva la funzione di tribunal; scarni resti di decorazione in primo stile alle pareti. |      |
| 2    | -    | Ingresso secondario (VIII.1.1.) | - |      |
| 3    |      | Tempio di Venere                | Doveva essere uno dei templi più sontuosi di Pompei, in quanto si venereva Venere, la divinità protettrice della città: tuttavia risulta essere pessimamente conservato, in quanto, già prima delle esplorazioni borboniche, fu completamente depredato. |      |
| 4    |      | Antiquarium di Pompei           | Inaugurato nel 1861, raccoglieva numerosi reperti provenienti dagli scavi archeologici di Pompei, tra cui statue, terrecotte e numerosi calchi: ricostruito nel 1948 a seguito dei bombardamenti durante la seconda guerra mondiale, oggi risulta essere chiuso. |      |
| 5    | -    | Ingresso secondario (VIII.1.3.) | - |      |
| 6    | -    | Ingresso secondario (VIII.1.1.) | - |      |
| 7    | -    | Ingresso per piano superiore    | - |      |
| A    |      | Villa Imperiale                 | È stata costruita nel I secolo a.C. abusivamente addossata alla mura della città ed era già abbandonata al momento dell'eruzione: al suo interno sono state rinvenute pitture in terzo e quarto stile ed una pavimentazione in marmo |      |

## Insula 2
| Pos. | Foto | Nome                                   | Descrizione | Note |
| ---- | ---- | -------------------------------------- | --- | ---- |
| 1    |      | Casa di Championnet I                  | È stata scavata nel 1799, nel 1812 e nel 1828; superato il corridoio d'ingresso si accede all'atrio con impluvium in marmo con resti di tre colonne delle quattro che sosteneva il compluvium: sia nell'atrio che nei cubicoli circostanti, ben conservati i mosaici pavimentali, sia a schemi geometrici, che con tessere colorate; il giardino è composto da un atrio con dodici colonne e la casa si completava con un piano inferiore                            |      |
| 2    | -    | Ingresso secondario (VIII.2.1.)        | - |      |
| 3    | -    | Casa di Championnet II                 | È stata scoperta nel 1808: ha lo schema tipico delle case romane, con atrio con impluvio e giardino con peristilio che correva su tutti e quattro i lati e di cui rimangono le basi delle colonne; in alcuni ambienti si notano resti di mosaici utilizzati come pavimento. |      |
| 4    | -    | Ingresso secondario (VIII.2.3.)        | - |      |
| 5    | -    | Casa senza nome                        | - |      |
| 6    |      | Edifici della Pubblica Amministrazione | - |      |
| 7    |      | Corridoio                              | - |      |
| 8    |      | Sala del Tabularium                    | - |      |
| 9    |      | Corridoio                              | - |      |
| 10   |      | Sala dei Magistrati                    | - |      |
| 11   |      | Ingresso per piano superiore           | - |      |
| 12   |      | Ingresso secondario (VIII.2.13.)       | - |      |
| 13   |      | Casa senza nome                        | - |      |
| 14   |      | Casa senza nome                        | - |      |
| 15   |      | Bottega                                | - |      |
| 16   |      | Casa dei Mosaici Geometrici            | È composta da oltre sessanta stanze, frutto dell'unione di due abitazioni, risalenti entrambe al III-II secolo a.C. e poi rimodernata dopo il terremoto di Pompei del 62. Possiede un ampio atrio con impluvium ed un tablino da cui si accede al peristilio e al portico. Singolare è la pavimentazione in cocciopesto o a mosaico a motivi geometrici in bianco e nero.                                                                                            |      |
| 17   |      | Ingresso secondario (VIII.2.20.)       | - |      |
| 18   |      | Ingresso secondario (VIII.2.20.)       | - |      |
| 19   |      | Ingresso secondario (VIII.2.20.)       | - |      |
| 20   |      | Terme Sarno                            | - |      |
| 21   |      | Casa di L. Aelius Magnus               | Era una vecchia casa, con il tempo inglobata nelle Terme del Sarno: superato l'ingresso, nel corridoio si aprono ai lati piccole stanze, fino a giungere ad un grande tablino, dove però non restano segni di decorazioni; nel 1943 la casa fu colpita da una bomba che però rimase inesplosa. |      |
| 22   | -    | Ingresso secondario (VIII.2.22.)       | - |      |
| 23   |      | Palestra                               | - |      |
| 24   |      | Bar                                    | - |      |
| 25   |      | Altare                                 | - |      |
| 26   |      | Casa del Cinghiale II                  | Chiamata anche Casa di Vesbinus fu scavata tra il 1887 ed il 1927 ed è così chiamata poiché all'ingresso è posto un mosaico pavimentale raffigurante un cinghiale: altre decorazioni dello stesso tipo o pittoriche, in terzo stile, si riscontrano negli ambienti che si aprono intorno all'atrio e nel tablino; una scala conduce al piano inferiore, dove sono presenti cubicoli, la cucina e il giardino.                                                        |      |
| 27   |      | Corridoio                              | - |      |
| 28   |      | Casa del Ninfeo                        | È stata esplorata per la prima volta nel 1758 e in seguito nel 1886 e nel 1928; superato l'ingresso si accede nell'atrio di tipo tetrastilo sulla quale si affacciano le rovine di diversi cubicoli ed un larario caratterizzato da tre gradini in marmo: furono qui ritrovati diversi affreschi, raffiguranti libri, monete e una botte; nel giardino è il ninfeo da cui la casa prende il nome.                                                                    |      |
| 29   |      | Ingresso secondario (VIII.2.29.)       | - |      |
| 30   |      | Casa di Severus                        | È data dall'unione di due abitazioni e scavata nel 1797, nel 1883 e nel 1928: si trova nei pressi delle mura cittadine, che in parte superava nella zona del giardino; sono presenti due atri ed in uno dei corridoi d'accesso sono visibili i resti della pavimentazione, l'atrio è completo d'impluvium e nel tablino una scala conduce al livello sottostante dove sono poste le camere da letto, mentre nel giardino si trovava una piscina.                     |      |
| 31   |      | Bottega                                | - |      |
| 32   |      | Ingresso secondario (VIII.2.34.)       | - |      |
| 33   |      | Bottega                                | - |      |
| 34   |      | Casa delle Colombe a Mosaico           | È così chiamata per il ritrovamento di un mosaico nel tablino raffigurante delle colombe mentre si abbeverano; proprio i mosaici sono l'elemento ricorrente nella casa, soprattutto nella pavimentazione: l'atrio doveva avere tessere in bianco e nero, con inserti di stelle, mentre sono ben conservati quelli dei cubicoli; dal tablino provengono un mosaico a figure geometriche con quattro papere ai lati ed uno raffigurante un leone.                      |      |
| 35   |      | Bottega                                | - |      |
| 36   | -    | Casa di L. Caecilius Phoebus           | Si disponeva su tre livelli: il piano d'ingresso ed uno superiore, andato perduto ed uno inferiore; ampia più di mille metri quadrati e con oltre dieci camere, la casa presenta scarni residui di decorazione parietale: nell'atrio è posto un impluvio in tufo, mentre nel giardino sono visibili i resti della piscina. |      |
| 37   | -    | Ingresso secondario (VIII.2.36.)       | - |      |
| 38   |      | Bottega                                | - |      |
| 39   |      | Casa di Giuseppe II                    | Chiamata anche Casa di Fusco è stata indagata a più tappe tra il 1750 ed il 1928: disposta su tre livelli, misura oltre mille metri quadrati ed è divisa in circa diciotto stanze; l'area dell'atrio conserva l'impluvio in tufo ed intorno si aprono cubicoli, all'interno dei quali sono stati ritrovati diversi affreschi, conservati poi al museo archeologico nazionale di Napoli, tutti in terzo stile: nel piano inferiore invece si trovava la zona termale. |      |

## Insula 3
| Pos. | Foto | Nome                             | Descrizione | Note |
| ---- | ---- | -------------------------------- | --- | ---- |
| 1    |      | Comitium                         | - |      |
| 2    |      | Bottega                          | - |      |
| 3    |      | Bottega                          | - |      |
| 4    |      | Casa di Ercole ed Auge           | Presenta un atrio in cui sono visibili i resti di colonne che sosteneva il compluvio ed intorno diversi cubicoli, che al momento dello scavo risultavano ancora affrescati: in uno di esso venne ritrovata la raffigurazione di Dioniso e un sileno; segue quindi il tablino ed il giardino, mentre nella cucina è visibile ancora il focolare: resti di decorazioni parietali sono nell'oecus                           |      |
| 5    |      | Bottega                          | - |      |
| 6    |      | Bottega                          | - |      |
| 7    |      | Bottega                          | - |      |
| 8    |      | Casa del Cinghiale I             | Apparteneva alla famiglia dei Coeli e presenta del tutto intatto il mosaico pavimentale dell'ingresso e dell'atrio, in alcune parti disposto a disegno, tra cui spicca la raffigurazione di una città fortificata ed una scena di anatre e fiori, con tessere colorate, conservato al museo archeologico di Napoli: nel giardino inoltre ben si conservano le colonne del peristilio, quasi tutti ancora con i capitelli |      |
| 9    |      | Bottega di Anteros               | - |      |
| 10   |      | Ingresso per piano superiore     | - |      |
| 11   |      | Casa delle Grazie                | - |      |
| 12   | -    | Ingresso secondario (VIII.3.11.) | - |      |
| 13   | -    | Casa senza nome                  | - |      |
| 14   | -    | Casa della Regina Carolina       | È stata scavata tra il 1809 ed il 1839 ed ha la caratteristica di possedere nell'atrio, un muretto, con ai quattro lati dei pilastri che sostenevano il tetto, al cui centro è posto l'impluvium in marmo: resti di una scala accertano la presenza di un piano superiore, mentre nel giardino è posta una vasca in muratura ed un larario a cui si accede tramite quattro gradini e sostenuto da due colonne            |      |
| 15   | -    | Popina                           | - |      |
| 16   |      | Ingresso secondario (VIII.3.18.) | - |      |
| 17   |      | Ingresso per piano inferiore     | - |      |
| 18   |      | Casa di Diana                    | È stata esplorata nel 1826 e nel 1840 ed è un'abitazione di modeste dimensioni: le stanze si aprono tutte intorno all'atrio, che presenta resti di impluvium e puteale; la cucina ha ancora il focolare e i resti di una scala accertano la presenta di un piano superiore: al suo interno sono state rinvenute poche decorazioni.                                                                                       |      |
| 19   |      | Bottega                          | - |      |
| 20   |      | Ingresso per piano superiore     | - |      |
| 21   |      | Casa di Sex. Decimius Rufus      | Si apre con un corridoio d'accesso lungo il quale è posta l'entrata per la cucina che conserva ancora il forno e per un cubicolo; nel giardino, su una colonna del peristilio è stata ritrovata un graffito con il nome che è stato dato poi alla casa: nello stesso ambiente è anche un larario che era ricoperto di stucco bianco e righe rosse.                                                                       |      |
| 22   |      | Bottega                          | - |      |
| 23   |      | Bottega                          | - |      |
| 24   |      | Casa di Plotilla                 | Chiamata anche Casa d'Apolline e Coronide è caratterizzata da un lungo corridoio d'ingresso che porta direttamente nel peristilio che presenta ancora resti di colonne: intorno si aprono tutti gli ambienti della casa tra cui cucina e latrina. |      |
| 25   |      | Bottega                          | - |      |
| 26   |      | Bottega                          | - |      |
| 27   |      | Casa senza nome                  | - |      |
| 28   |      | Bottega                          | - |      |
| 29   |      | Bottega                          | - |      |
| 30   | -    | Ingresso per piano superiore     | - |      |
| 31   |      | Casa di Pane                     | È stata esplorata nel 1818: l'atrio ha un impluvio in tufo ed intorno diversi ambienti tra cui un oecus, un ripostiglio, due camere da letto, triclinio e tablino, mentre nel giardino, che presenta i resti del colonnato, si apre un'esedra. |      |
| 32   | -    | Ingresso secondario (VIII.3.1.)  | - |      |
| 33   |      | Ingresso secondario (VIII.3.1.)  | - |      |

## Insula 4
| Pos. | Foto | Nome                             | Descrizione | Note |
| ---- | ---- | -------------------------------- | --- | ---- |
| 1    |      | Taberna                          | - |      |
| 2    | -    | Bottega                          | - |      |
| 3    |      | Bottega                          | - |      |
| 4    |      | Casa di Olconio Rufo             | È stata scavata nel 1766, nel 1855 e nel 1861: già il corridoio d'ingresso presenta resti di pitture, così come negli ambienti intorno all'atrio, in particolar modo in una stanza dove è una raffigurazione di Apollo e Dafne, di Ercole e di Perseo ed Andromeda ed in cubicolo con affreschi di volti; nel giardino con peristilio, di cui rimangono i resti delle colonne, tra cui una rinforzata, si apre l'esedra, con pavimentazione in marmo. |      |
| 5    | -    | Bottega                          | - |      |
| 6    | -    | Ingresso per piano superiore     | - |      |
| 7    |      | Bottega di Severus               | - |      |
| 8    |      | Bottega di Ianuarius             | - |      |
| 9    |      | Casa di T. Mescini Gelonis       | Era utilizzata anche come lavanderia: l'atrio presenta resti d'impluvio ed un tavolo in marmo ed intorno si aprono diverse piccole stanze, che in totale, nella casa, sono dodici; seguono quindi tablino e peristilio: scarse sono le decorazioni. |      |
| 10   | -    | Bottega di un Pigmentarius       | - |      |
| 11   |      | Fabbrica di Colori               | - |      |
| 12   |      | Casa di un Barbiere              | - |      |
| 13   |      | Bottega                          | - |      |
| 14   |      | Bottega                          | - |      |
| 15   |      | Casa di Cornelio Rufo            | Possiede un impluvio in marmo, dove è stato ritrovato il ritratto del proprietario, conservato all'antiquarium di Pompei. Segue poi il tablino ed il peristilio, con fontana e due puteali. |      |
| 16   |      | Bottega                          | - |      |
| 17   |      | Bottega                          | - |      |
| 18   |      | Bottega                          | - |      |
| 19   |      | Bottega                          | - |      |
| 20   |      | Bottega                          | - |      |
| 21   |      | Bottega                          | - |      |
| 22   |      | Bottega                          | - |      |
| 23   |      | Ingresso secondario (VIII.4.15.) | - |      |
| 24   |      | Lares Compitales                 | - |      |
| 25   |      | Bottega                          | - |      |
| 26   |      | Bottega                          | - |      |
| 27   |      | Panificio di Felix               | - |      |
| 28   |      | Bottega                          | - |      |
| 29   |      | Ingresso secondario (VIII.4.27.) | - |      |
| 30   |      | Casa senza nome                  | - |      |
| 31   | -    | Bottega                          | - |      |
| 32   |      | Ingresso per piano superiore     | - |      |
| 33   |      | Casa senza nome                  | - |      |
| 34   |      | Casa con Atrio Tetrastilo        | Chiamata anche Casa di Onfale è così denominata sia per via dell'atrio di tipo tetrastilo che si osserva appena superato l'ingresso, sia per il ritrovamento, nel tablino, di un affresco raffigurante Ercole e Onfale: nello stesso ambiente anche un dipinto di Diana e Endimione ed Ippolito; resti di pittura sono visibili in diverse stanze della casa.                                                                                         |      |
| 35   |      | Bottega                          | - |      |
| 36   |      | Bottega                          | - |      |
| 37   |      | Casa con bottega                 | - |      |
| 38   |      | Bottega                          | - |      |
| 39   |      | Bottega                          | - |      |
| 40   |      | Bottega                          | - |      |
| 40a  |      | Ingresso secondario (VIII.4.40.) | - |      |
| 41   |      | Latrine pubbliche                | - |      |
| 42   |      | Stalla                           | - |      |
| 43   |      | Bottega                          | - |      |
| 44   |      | Bottega                          | - |      |
| 45   |      | Bottega                          | - |      |
| 46   |      | Bottega                          | - |      |
| 47   |      | Bottega                          | - |      |
| 48   |      | Bottega                          | - |      |
| 49   |      | Ingresso secondario (VIII.4.4.)  | - |      |
| 50   |      | Bottega                          | - |      |
| 51   |      | Bottega                          | - |      |
| 52   |      | Ingresso per piano superiore     | - |      |
| 53   | -    | Bottega                          | - |      |

## Insula 5
| Pos. | Foto | Nome                             | Descrizione | Note |
| ---- | ---- | -------------------------------- | --- | ---- |
| 1    |      | Taberna offectoris               | - |      |
| 2    |      | Casa del Gallo I                 | È stata scavata nel 1840, 1881 e 1943: la casa è caratterizzata da due atri, di cui uno presenta un altare e diversi cubicoli che conservano ancora resti dell'intonaco; il giardino invece preserva colonne capitellate che facevano parte del peristilio e diverse pareti affrescate: nello stesso ambiente si aprono l'oecus, un'esedra ed un triclinio, mentre nella cucina rimane un focolare ed un larario con affreschi sbiaditi. |      |
| 3    |      | Bottega                          | - |      |
| 4    |      | Bottega                          | - |      |
| 5    |      | Casa di Ero e Leandro            | - |      |
| 6    |      | Bottega                          | - |      |
| 7    |      | Bottega                          | - |      |
| 8    |      | Bottega                          | - |      |
| 9    |      | Casa di un Vasaio                | È così chiamata per il ritrovamento di numerosi oggetti, come ciotole e lampade in ceramica: la casa presenta il classico schema delle abitazioni romane, come atrio con impluvium in tufo, contornato da cubicoli, il tablino ed il giardino con peristilio che conserva quasi del tutto intatte le colonne con capitelli e scanalature lungo i lati in stucco.                                                                         |      |
| 10   |      | Bottega                          | - |      |
| 11   |      | Bottega                          | - |      |
| 12   | -    | Ingresso per piano superiore     | - |      |
| 13   | -    | Ingresso per piano superiore     | - |      |
| 14   | -    | Ingresso secondario (VIII.5.9.)  | - |      |
| 15   | -    | Ingresso secondario (VIII.5.38.) | - |      |
| 16   | -    | Ingresso secondario (VIII.5.38.) | - |      |
| 17   | -    | Ingresso secondario (VIII.5.20.) | - |      |
| 18   | -    | Bottega                          | - |      |
| 19   |      | Bottega                          | - |      |
| 20   |      | Caupona                          | - |      |
| 21   |      | Bottega                          | - |      |
| 22   |      | Bottega                          | - |      |
| 23   |      | Bottega                          | - |      |
| 24   |      | Casa del Medico                  | Chiamata anche Casa del Giudizio di Salomone è stata scavata nel 1841 e 1882: il secondo nome dell'abitazione è dovuta al ritrovamento di un affresco raffigurante pigmei durante il giudizio di Salomone, ma dallo stesso ambiente provengono anche un affresco di pigmei che banchettano ed un altro di pigmei sul Nilo; la casa non presenta particolari variazioni architettoniche, eccetto l'impluvium di forma rettangolare.       |      |
| 25   |      | Bottega                          | - |      |
| 26   | -    | Ingresso per piano superiore     | - |      |
| 27   |      | Bottega                          | - |      |
| 28   |      | Casa della Calce                 | Chiamata anche Casa di Popidius Celsinus è stata esplorata a varie riprese tra il 1815 ed il 1943 e presenta un atrio con impluvium in tufo, intorno al quale si aprono diversi ambienti come cubicoli ed oecus che presentano tracce di intonaci e pavimenti: superato il tablino si accede nel peristilio con numerose colonne superstiti che racchiudono l'area del giardino.                                                         |      |
| 29   |      | Bottega                          | - |      |
| 30   |      | Bottega                          | - |      |
| 31   |      | Ingresso secondario (VIII.5.30.) | - |      |
| 32   |      | Bottega                          | - |      |
| 33   |      | Bottega                          | - |      |
| 34   |      | Bottega                          | - |      |
| 35   |      | Bottega                          | - |      |
| 36   |      | Terme Repubblicane               | - |      |
| 37   | -    | Casa delle Pareti Rosse          | Chiamata anche Casadella Famiglia Fabia prestava alcune iscrizioni elettorali sulla facciata: superato l'ingresso si accede direttamente all'atrio con impluvio e larario a nicchia, nella quale furono ritrovate sei statuette in bronzo e la parte centrale ancora affrescata; in diversi ambienti si conservano tracce di decorazioni parietali, alcune interamente intatte e dalla caratteristica colorazione in rosso pompeiano.    |      |
| 38   | -    | Giardino                         | - |      |
| 39   | -    | Casa di Acceptus and Euhodia     | È stata esplorata nel 1881 ed al suo interno sono stati ritrovati due corpi: uno di un bambino, di cui è stato eseguito il calco e lo scheletro di una donna; resti di decorazioni parietali si conservano in numerosi ambienti della casa e caratterizzati quasi tutti da una zoccolatura in nero con disegni di piante e pannelli centrali in giallo, mentre statuette in marmo sono conservate al museo archeologico di Napoli.       |      |
| 40   | -    | Bottega                          | - |      |

## Insula 6
| Pos. | Foto | Nome                            | Descrizione | Note |
| ---- | ---- | ------------------------------- | ----------- | ---- |
| 1    |      | Casa senza nome                 | -           |      |
| 2    |      | Orto                            | -           |      |
| 3    |      | Casa senza nome                 | -           |      |
| 4    |      | Casa senza nome                 | -           |      |
| 5    | -    | Casa senza nome                 | -           |      |
| 6    | -    | Orto                            | -           |      |
| 7    | -    | Casa senza nome                 | -           |      |
| 8    | -    | Bottega                         | -           |      |
| 9    | -    | Ingresso secondario (VIII.6.1.) | -           |      |
| 10   | -    | Ingresso secondario (VIII.6.1.) | -           |      |
| 11   | -    | Ingresso secondario (VIII.6.1.) | -           |      |

## Insula 7
| Pos. | Foto | Nome                             | Descrizione | Note |
| ---- | ---- | -------------------------------- | --- | ---- |
| 1    | -    | Hospitium e stalla               | - |      |
| 2    | -    | Ingresso per piano superiore     | - |      |
| 3    | -    | Bottega                          | - |      |
| 4    | -    | Bottega                          | - |      |
| 5    | -    | Bottega                          | - |      |
| 6    | -    | Casa senza nome                  | - |      |
| 7    | -    | Ingresso per piano superiore     | - |      |
| 8    | -    | Bottega di M. Surus Garasenus    | - |      |
| 9    | -    | Ingresso per piano superiore     | - |      |
| 10   | -    | Bottega                          | - |      |
| 11   | -    | Bottega                          | - |      |
| 12   | -    | Casa con bottega                 | - |      |
| 13   | -    | Bottega                          | - |      |
| 14   | -    | Bottega                          | - |      |
| 15   | -    | Bottega                          | - |      |
| 16   |      | Quadriportico dei Teatri         | Era utilizzato inizialmente come foyer dei vicini teatri, ma a seguito del terremoto del 62, dopo essere stato ristrutturato, è stato trasformato in una caserma per gladiatori; caratterizzato da un grosso cortile con un colonnato su tre lati, al momento dello scavo furono ritrovati affreschi mitologici ed una ricca matrona adorna di gioielli. |      |
| 17   | -    | Teatro Piccolo                   | Chiamato anche Odeion, era un piccolo teatro che arrivava ad ospitare fino al milletrecento persone e all'interno del quale venivano declamate poesie e si tenevano spettacoli musicali. |      |
| 18   | -    | Ingresso secondario (VIII.7.17.) | - |      |
| 19   | -    | Ingresso secondario (VIII.7.17.) | - |      |
| 20   |      | Teatro Grande                    | Edificato in età sannitica ha subito poi nel corso degli anni numerosi rifacimenti: arrivava a raccogliere fino a cinquemila spettatori; al suo interno venivano rappresentate commedie, mimi e pantomimi, oltre che le atellane. |      |
| 21   | -    | Ingresso secondario (VIII.7.20.) | - |      |
| 22   | -    | Deposito                         | - |      |
| 23   | -    | Bottega                          | - |      |
| 24   | -    | Casa dello Scultore              | È stata scavata nel 1773, nel 1796 e nel 1867 e presenta un'architettura alquanto complessa, in quanto è suddivisa in due sezioni a piani diversi: la parte inferiore è quella dove si trova l'atrio ed era adibita a laboratorio artigianale, mentre la parte superiore era dedicata alla vita quotidiana con cubicoli, triclinio e giardino; sono stati ritrovati diversi affreschi, tra cui un frammento ritrovato nel peristilio, raffigurante scene nilotiche. |      |
| 25   |      | Tempio di Asclepio               | - |      |
| 26   | -    | Casa senza nome                  | - |      |
| 27   |      | Ingresso secondario (VIII.7.20.) | - |      |
| 28   |      | Tempio di Iside                  | Al momento dello scavo è risultato essere uno degli edifici meglio conservati della città, restituendo numerosi reperti e pitture, soprattutto di stampo egizio, raccolti in larga parte al museo archeologico nazionale di Napoli. |      |
| 29   |      | Palestra Sannitica               | Ha una pianta rettangolare e circondata da un peristilio con colonne in ordine dorico, ospitava gare ginniche o riunioni di tipo militare e politico. |      |
| 30   |      | Foro Triangolare                 | È stato realizzato per essere utilizzato come zona di svago per gli spettatori dei vicini teatri ed al suo interno venivano svolte anche corse equestri; era completamente circondato da un colonnato con novantacinque colonne in ordine ionico, eccetto lungo il lato sud, che aveva funzione panoramica sulla valle del Sarno. |      |
| 31   |      | Tempio Dorico                    | Rappresenta uno degli edifici con le maggiori influenze greche della città: costruito intorno al V secolo, era probabilmente dedicato ad Ercole o Minerva; al suo interno sono state ritrovate una serie di terrecotte e una metopa raffigurante il mito di Issone, tra Efesto ed Atena. |      |
| 32   |      | Tholos                           | - |      |
| 33   | -    | Schola                           | - |      |
| 34   |      | Altare e tomba                   | - |      |